# Чкаловка (Тыва)
Чкаловка (тув. ) — арбан в Пий-Хемском кожууне Республики Тыва. Входит в состав Аржаанского сумона. Население 32 человека (2007), 3 (2014).

## География
Арбан находится в Турано-Уюкской котловине, возле реки Уюк.
Уличная сеть
ул. Рабочая, ул. Советская, ул. Степная.
Географическое положение
Расстояние до:
районного центра Туран: 31 км.
столицы республики Кызыл: 72 км.
Ближайшие населенные пункты
Тарлаг-Аксы 6 км, Аржаан 7 км, Тарлаг 8 км, Хадын 11 км, Ленинка 25 км, Маральский (Ермаковский район Красноярского края) 25 км, Шивилиг 27 км, Маралсовхоз (Ермаковский район Красноярского края) 30 км

## Природа
Лог Чкаловский на левом берегу р. Уюк

## Население
| 2002 | 2010 |
| ---- | ---- |
| 33   | ↗47  |

## Транспорт
Сельские (поселковые) дороги. Федеральная автомагистраль Р257 «Енисей» находится в 30 км.